# Hans Mandel
Hans Mandel (* 15. Februar 1917 in Viernheim; † 8. Februar 2010 ebenda) war ein deutscher Kommunalpolitiker der SPD und ehemaliger Bürgermeister der Stadt Viernheim.

## Leben
Hans Mandel, 1917 in Viernheim geboren, war vor seiner politischen Karriere als Versicherungskaufmann tätig.
Er verstarb kurz vor seinem 93. Geburtstag am Montag, den 8. Februar 2010, in Viernheim.

## Politische Karriere
Mandel trat 1945 in die SPD ein. Matthias Baaß, Bürgermeister von Viernheim, führte 2010 in seinem Nachruf dazu aus: „Vor 1945 hatte sich Hans Mandel vorgenommen, beim Aufbau eines neuen, demokratischen Staats in Deutschland mitzuwirken, wenn es ihm denn vergönnt wäre, den Krieg zu überleben. Diesen Vorsatz hat Hans Mandel in die Tat umgesetzt.“
Hans Mandel wurde 1952 in den Stadtverordnetenversammlung von Viernheim gewählt. Dort war er bis 1960 im Kultur- und Sportausschuss sowie im Kultur- und Sportausschuss tätig. Am 1. Juli 1960 übernahm er als Nachfolger von Lorenz Neff das Amt des Bürgermeisters der Stadt Viernheim. Dieses Amt bekleidete er bis zu seiner Amtsniederlegung aus Gesundheitsgründen zum 31. August 1975. Er gehörte u. a. auch dem Kreistag des Landkreises Bergstraße an, in dem er längere Zeit als Vorsitzender des Personal- und Finanzausschusses fungierte, und war ab 1966 Präsident des Hessischen Städte- und Gemeindebundes.

## Ehrenamtliche Tätigkeiten
Über Jahrzehnte war Hans Mandel im „Turnverein von 1893 e. V. Viernheim“ aktiv. Im Juli 1951 wurde er der erste Abteilungsleiter Tischtennis des in der Nachkriegszeit wieder gegründeten Vereins. Diese Aufgabe führte er bis zu seiner Wahl zum Bürgermeister im Jahr 1960 fort. 1953 übernahm er die Leitung des Finanz-Ausschusses der Turnhallen-Kommission, die für den Bau der Jahnhalle verantwortlich war.
Mandel wurde nach der Gründung des Fördervereins „St. Josef Krankenhaus Viernheim“ am 26. August 1992 dessen erster Vorsitzender.

## Schriften
- Mandel-Blüten – Ernstes und Heiteres in Versen. Selbstverlag, Viernheim 1985
- Mandel-Splitter – Ernstes und Heiteres in Versen. Selbstverlag, Viernheim 1993
- Was ich noch sagen wollte.... Selbstverlag, Viernheim 2002

## Ehrungen
- 29. August 1975: Ehrenbürger von Viernheim für seine Verdienste um die Stadt[1]
- 2011: Bronzestatue vor dem Haupteingang des St.-Josef-Krankenhauses in der Seegartenstraße 4 von Viernheim[7][8]